# 라디오 전국일주
라디오 전국일주는 KBS 1라디오(전국, 수도권 기준 FM 97.3MHz, AM 711kHz)에서 방송되는 네트워크 시사교양 전문 라디오 프로그램이다.
방송시간은 평일 오후 2시 20분부터, 명절연휴 오후 2시 10분부터 오후 3시 26분까지이다. 단, 이 프로그램은 모두 전국방송이다.

## 진행자
- 이규봉 아나운서 (남)

## 역대 방송시간
| 방송 채널   | 방송 기간                         | 방송 시간                  |
| ----------- | --------------------------------- | -------------------------- |
| KBS 1라디오 | 2011년 1월 3일 ~ 2014년 4월 4일   | 평일 오후 2:30 ~ 오후 3:58 |
| KBS 1라디오 | 2016년 5월 9일 ~ 2018년 5월 25일  | 평일 오후 2:30 ~ 오후 3:58 |
| KBS 1라디오 | 2014년 4월 7일 ~ 2016년 5월 6일   | 평일 오후 3:10 ~ 오후 3:58 |
| KBS 1라디오 | 2018년 5월 28일 ~ 2018년 9월 28일 | 평일 오후 3:10 ~ 오후 3:58 |
| KBS 1라디오 | 2018년 10월 1일 ~ 2020년 1월 31일 | 평일 오후 3:05 ~ 오후 3:58 |
| KBS 1라디오 | 2020년 2월 3일 ~ 현재             | 평일 오후 2:20 ~ 오후 3:26 |

## 역대 진행자
- 1대 : 이규봉(26기) (남), 이지연(26기) 아나운서 (여) (2011년 1월 3일 ~ 2013년 4월 5일)
- 2대 : 김기만(27기) (남), 이승연(29기) 아나운서 (여) (2013년 4월 8일 ~ 2014년 12월 31일)
- 3대 : 이규원(14기) 前 아나운서 (여) (1차) (2015년 1월 1일 ~ 2016년 5월 6일)
- 4대 : 이영호(28기) (남), 이규원 前 아나운서 (여) (2016년 5월 9일 ~ 2018년 5월 25일)
- 5대 : 이규원(14기) 前 아나운서 (여) (2차) (2018년 5월 28일 ~ 2020년 7월 3일)
- 6대 : 김진희(30기) 아나운서 (여) (2020년 7월 6일 ~ 2021년 2월 19일)
- 7대 : 김보민 아나운서 (여) (2021년 2월 22일 ~ 2023년 2월 17일)
- 8대 : 박주아 아나운서 (여) (2023년 2월 20일 ~ 2023년 11월 24일)
- 9대 : 임수민 아나운서 (여) (2023년 11월 27일 ~ 2023년 12월 29일)
- 10대 : 이규봉 아나운서 (남) (2024년 1월 1일 ~ 현재)[1]

## 코너
매일 코너
- 지역 뉴스 브리핑 (이종훈 시사평론가)
- 팔도 기자가 간다 (수도권, 전국 신문사 기자)

요일별 코너
- 월요일 : 전국 일주 초대석 (전화 연결)
- 화요일 : 우리땅 예술 기행 (부스 초대/전화 연결/녹음본)
- 수요일 : 전국의 맛을 찾아서 요리 톡 조리 톡 (부스 초대/녹음본/전화 연결)
- 목요일 : 우리 고장 역사 이야기 (부스 초대/전화연결/녹음본)
- 금요일 : 지역 이슈 포커스, 앗!서울에 이런 곳이 (무작위 리포터/녹음본/전화 연결)

## 지역 소식 (격주)
- 월요일 : 광주 - 무작위 리포터, 부산 - 무작위 리포터, 전주 - 무작위 리포터, 목포 - 무작위 리포터
- 화요일 : 안동 - 무작위 리포터, 울산 - 무작위 리포터, 청주 - 무작위 리포터, 경인 - 무작위 리포터, 아나운서 (전화 연결)
- 수요일 : 대구 - 무작위 리포터, 강릉 - 무작위 리포터, 대전 - 무작위 리포터, 울릉 - 무작위 리포터
- 목요일 : 춘천 - 무작위 리포터, 순천 - 무작위 리포터, 창원 - 무작위 리포터, 충주 - 무작위 리포터
- 금요일 : 포항 - 무작위 리포터, 원주 - 무작위 리포터, 제주 - 김겸주 리포터, 진주 - 무작위 리포터

## 같이 보기
관련 항목
- 전국일주

방송 프로그램
- 써클하우스, 관계자 외 출입금지 (SBS TV)
- 썰전 (JTBC)
- 속풀이쇼 동치미, 판도라 (MBN)
- 강적들 (TV조선)
- 외부자들 (채널A)
- 오늘 아침 1라디오, 세상의 모든 정보 (KBS 1라디오)
- 스포왕 고영배 (MBC FM4U)
- 임형주의 너에게 주는 노래 (cpbc FM)
- 건강한 아침 김초롱입니다 (MBC 표준FM)